# Sanja Tomašević
Sanja Tomašević (Priboj, 3 giugno 1980) è un'allenatrice di pallavolo ed ex pallavolista serba, nel ruolo di schiacciatrice, assistente allenatrice del VakıfBank.

## Biografia
È la sorella maggiore di Vesna Tomašević, come lei pallavolista ritirata, e Marija Tomašević, pallavolista in attività.

## Carriera

### Giocatrice

#### Club
La carriera di Sanja Tomašević inizia nel 1996, tra le file dello Jedinstvo Užice, con cui vince due volte sia il campionato serbo-montenegrino che la Coppa di Serbia e Montenegro. Nel 1998 passa al Radnički Belgrado, con cui conquista la sua terza coppa nazionale. Emigra negli Stati Uniti d'America per motivi di studio, dove partecipa alla lega universitaria di NCAA Division I con la Washington: fa parte delle Huskies dal 2002 al 2005, vincendo il titolo nazionale durante il suo senior year, oltre a ricevere diversi riconoscimenti individuali.
Dopo aver partecipato a Porto Rico alla Liga de Voleibol Superior Femenino 2006, con le Vaqueras de Bayamón, nella stagione 2006-07 gioca nella V-League sudcoreana con le Hyundai Green Fox, mentre nella stagione seguente viene ingaggiata dal Voléro Zurigo, con cui vince lo scudetto ed la Coppa di Svizzera.
Gioca quindi per un biennio nel Panathīnaïkos, aggiudicandosi due volte sia il campionato che la Coppa di Grecia; disputa anche la finale di Challenge Cup 2008-09, persa contro la Giannino Pieralisi, venendo premiata come miglior servizio della competizione. Nel campionato 2010-11 firma per il Baku, nella Superliqa azera, che lascia nel corso dell'annata per approdare al Forlì, nella Serie A2 italiana, dove resta anche nel campionato seguente, ma difendendo i colori del Casalmaggiore, ritirandosi al termine della stagione.

#### Nazionale
Nel 2000 debutta nella nazionale serbo-montenegrina, di cui fa parte fino all'anno seguente.

### Allenatrice
Appena conclusa la sua carriera da giocatrice, nel giugno 2012 riceve il suo primo incarico da allenatrice, ricoprendo per un biennio il ruolo di assistente alla Texas San Antonio. Riceve il medesimo incarico dalla Miami (Florida) il 17 febbraio 2014, ricoprendolo anche in questo caso per due anni.
Il 14 marzo 2016 entra a far parte dello staff di Stevie Mussie, alla Arizona State, che il 21 dicembre 2016 la nomina allenatrice, inizialmente ad interim, a partire dalla stagione 2017. Dopo sei annate con le Sun Devils, per il campionato 2023-24 viene ingaggiata come assistente allenatrice dalle turche del VakıfBank, in Sultanlar Ligi.

## Palmarès

### Club
- Campionato serbo-montenegrino: 2

1996-97, 1997-98
- NCAA Division I: 1

2005
- Campionato svizzero: 1

2007-08
- Campionato greco: 2

2008-09, 2009-10
- Coppa di Serbia e Montenegro: 3

1996, 1997, 2001
- Coppa di Svizzera: 1

2007-08
- Coppa di Grecia: 2

2008-09, 2009-10

### Premi individuali
- 2003 - All-America Second Team
- 2005 - All-America First Team
- 2005 - NCAA Division I: San Antonio National All-Tournament Team
- 2009 - Challenge Cup: Miglior servizio